# Hook (wyspa)
Hook (Hook Island) – wyspa z archipelagu Whitsunday u wybrzeży Australii należąca administracyjnie do stanu Queensland. Ta słabo zamieszkana skalista wyspa prawie całkowicie wchodzi w skład Parku Narodowego Whitsunday Islands. Została odkryta w 1770 przez Jamesa Cooka. Jej nazwa pochodzi od kształtu przypominającego hak (ang. hook).

## Atrakcje turystyczne
Na wyspie od strony południowej znajdują się dwa malownicze fiordy: zatoka Nara i Macona. Od strony północnej wybrzeże otoczone jest rafą koralową przyciągającą entuzjastów nurkowania.
Na wyspie znajduje się jedno z najstarszych stanowisk archeologicznych wschodniej Australii. Są jaskinie, w których odnaleziono ślady pozostawione przez aborygeńskie plemię Ngaro sprzed 9 tys. lat.

### Ośrodek turystyczny
Jedynym na Hook Island zamieszkałym miejscem jest niewielka miejscowość o typowo turystycznym charakterze – Wilderness. Dopływa tu nierejsowy katamaran. Ośrodek ten organizuje wycieczki, m.in. na rafę, połączone z nurkowaniem. Na miejscu znajdują się restauracje.